# Carlos III de Bourbon
Carlos de Montpensier, (17 de fevereiro de 1490 – Roma, 6 de maio de 1527), nobre francês, filho de Gilberto de Montpensier e de sua esposa Clara Gonzaga. Costumado chamar-se com o título de Condestável de Bourbon, por ser um condestável (comandante-em-chefe de exército) de Francisco I, com quem veio a inimizar-se, mudando de lado durante famoso episódio da Guerra Italiana de 1521-1526.
Contraiu matrimônio com Suzana de Bourbon, filha de Carlos II de Bourbon. A morte de seu irmão em 1501 converteu a si e à esposa em Condes de Clermont e Auvérnia, Condes de Montpensier e Delfins de Auvérnia.
Dois anos após (1503), a morte do sogro os alçou a Condes de Clermont, Condes de Forez, Condes de La Marche, Duques de Auvérnia e Duques de Bourbon.
Com o falecimento da esposa Suzana, em 1521, Carlos pôde manter os títulos pelo grau de parentesco que tinham, mas a Suzana não sobreviveu nenhum filho que os herdasse.
Carlos morreu em 1527, durante o Saque de Roma, mas os títulos já haviam passado para o domínio real em 1523 em razão da disputa sucessória contra Luísa de Saboia, Rainha de França, que foi favorecida, com exceção do Ducado de Bourbon que foi entregue a uma linhagem menor da Casa — aos Duques de Vendôme. A disputa daí originada, e em que Francisco I optou por beneficiar sua esposa em detrimento de Carlos, um dos seus mais importantes generais, fez com que este mudasse de lado num momento-chave da Guerra de 1521, passando a servir ao imperador Carlos I de Espanha, seu adversário.